# Mặt trận Liên minh Cách mạng Sierra Leone
Mặt trận Liên minh Cách mạng (Revolutionary United Front - RUF) từng là một lực lượng phiến quân ở Sierra Leone. RUF đã thua trong cuộc nội chiến Sierra Leone kéo dài 11 năm từ 1991 đến 2002. Sau đó, RUF phát triển thành một chính đảng, tồn tại đến năm 2007. Ba nhà lãnh đạo cao cấp nhất, Issa Sesay, Morris Kallon và Augustine Gbao, đã bị kết án tội ác chiến tranh và tội ác chống lại loài người tháng 2 năm 2009.

## Lính trẻ em
Có khá nhiều lính trẻ em trong RUF. Tổng cộng 10.000 trẻ em được cho là đã tham gia vào các cuộc giao tranh. Phần lớn đảm nhiệm vai trò tấn công làng mạc, canh gác các bãi khai thác kim cương cũng như các kho vũ khí. Ngày nay, khoảng 2000 người trong số đó vẫn tiếp tục phục vụ trong Quân đội Sierra Leone.